# Ulica Koncertowa w Lublinie
Ulica Koncertowa w Lublinie – arteria komunikacyjna w Lublinie biegnąca przez zachodni skraj osiedla Czechów. Ma długość 2,6 km i jest drogą jednopasmową o średnim natężeniu ruchu. Jednym końcem swojego biegu dociera do granicy administracyjnej miasta i prowadzi do wsi Jakubowice Konińskie.
Nazwa ulicy nawiązuje do nazewnictwa okolicznych ulic i osiedli - powiązanych z muzyką i jej twórcami. Przy samej ulicy znajduje się stosunkowo niewiele zabudowań, są to głównie bloki mieszkalne oraz komisariat Policji. W pobliżu położone są Górki Czechowskie. 

## Komunikacja miejska
Ulicą kursują następujące linie autobusowe MPK Lublin:
- na odcinku od pętli do al. Kompozytorów Polskich: 15, 34, 47, 55
- od ul. Harnasie i łącznika do al. Komp. Polskich: 12, 36
- na odcinku od pętli do ul. Zelwerowicza: N3 (nocny);
- na odcinku od al. Kompozytorów Polskich do końca: 13, 29, 42.